# Thư viện công cộng

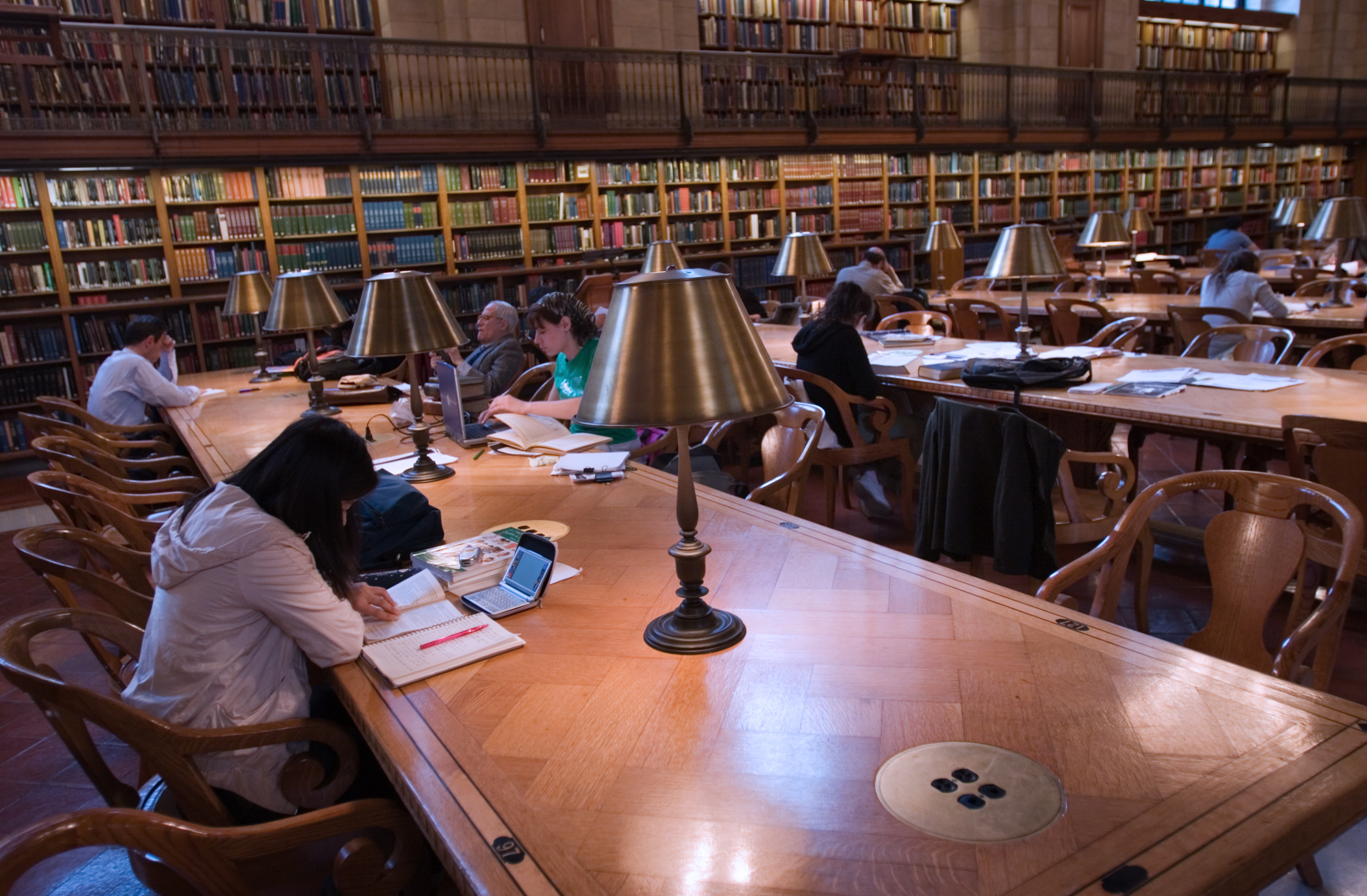
Khách hàng học bài và đọc sách tại Thư viện công cộng chi nhánh chính New York

Thư viện công cộng là thư viện mà công chúng có thể truy cập và thường được tài trợ từ các nguồn công cộng, chẳng hạn như thuế. Nó được điều hành bởi thủ thư và nhân viên thư viện, mà cũng là công chức.
Có năm đặc điểm cơ bản được chia sẻ bởi các thư viện công cộng: chúng thường được thuế tài trợ (thường là địa phương, mặc dù bất kỳ cấp chính phủ nào cũng có thể và có thể đóng góp); chúng được điều hành bởi một hội đồng để phục vụ lợi ích công cộng; chúng được mở cho tất cả mọi người và mọi thành viên trong cộng đồng đều có thể truy cập vào kho sách; chúng hoàn toàn tự nguyện ở chỗ không ai bị buộc phải sử dụng các dịch vụ được cung cấp; và chúng cung cấp các dịch vụ cơ bản miễn phí.
Thư viện công cộng tồn tại ở nhiều quốc gia trên thế giới và thường được coi là một phần thiết yếu để có một lượng dân số có học thức và biết chữ. Thư viện công cộng khác với thư viện nghiên cứu, thư viện trường học và các thư viện đặc biệt khác ở chỗ nhiệm vụ của các thư viện công cộng là phục vụ nhu cầu thông tin chung của công chúng hơn là nhu cầu của một trường, tổ chức hoặc một cộng đồng nghiên cứu cụ thể. Thư viện công cộng cũng cung cấp các dịch vụ miễn phí như thời gian kể chuyện ở trường mầm non để khuyến khích trẻ biết chữ sớm, khu vực học tập và làm việc yên tĩnh cho học sinh và các chuyên gia hoặc các câu lạc bộ sách để khuyến khích sự đánh giá cao về văn học ở người lớn. Thư viện công cộng thường cho phép người dùng mượn sách và các tài liệu khác, tức là tạm thời lấy sách ra khỏi thư viện; chúng cũng có các bộ sưu tập tham chiếu không lưu hành và cung cấp truy cập Internet và máy tính cho khách hàng.

## Tổng quan

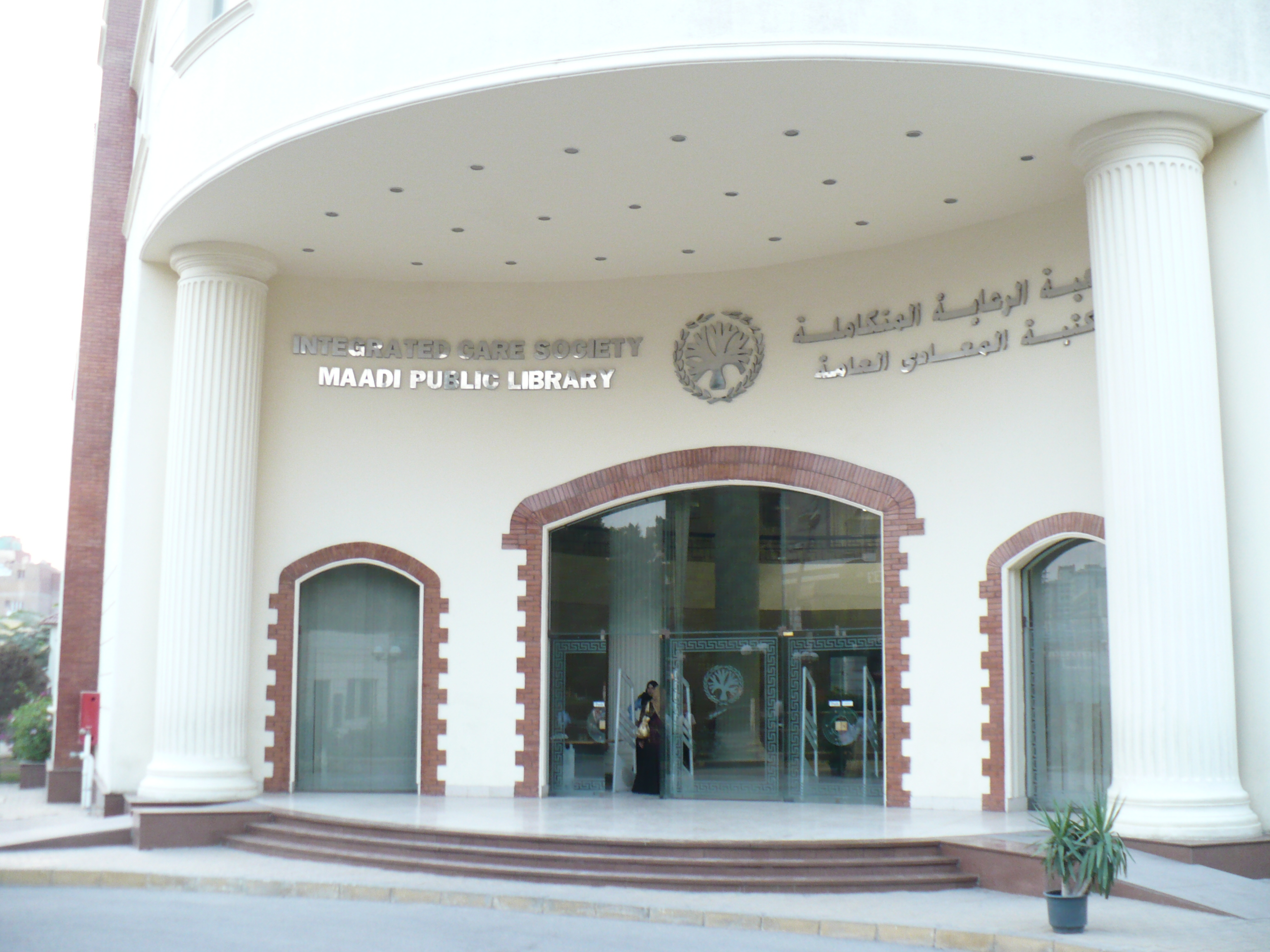
Một thư viện công cộng ở Maadi, Ai Cập

Đỉnh cao phát triển trong nhiều thế kỷ với tiến bộ trong báo in, nhà xuất bản, giấy, mực, xuất bản và phân phối, kết hợp với tầng lớp trung lưu hướng thông tin ngày càng phát triển, tăng cường hoạt động thương mại và tiêu dùng, ý tưởng cấp tiến mới, tăng dân số lớn và cao hơn tỷ lệ biết chữ đã tạo ra thư viện công cộng với hình thức như ngày nay.
Cho phép mọi người đều được đọc sách không phải là mới. Người La Mã đã tạo ra các cuộn giấy trong các phòng khô dành cho các khách quen của nhà tắm, và đã cố gắng thành công để thiết lập các thư viện trong đế chế của họ.

Vào giữa thế kỷ 19, sự thúc đẩy tạo ra các thư viện công cộng thực sự, được trả tiền lấy từ tiền thuế và được nhà nước điều hành đã có được hỗ trợ lớn. Matthew Battles tuyên bố rằng: 
 Chính trong những năm xung đột giai cấp và khủng bố kinh tế, phong trào thư viện công cộng đã quét qua nước Anh, khi giới tinh hoa tiến bộ của quốc gia nhận ra rằng ánh sáng của năng lượng văn hóa và trí tuệ đang thiếu thốn trong cuộc sống của người dân. 
 Các thư viện công cộng thường được bắt đầu bằng việc quyên góp, hoặc được trao lại cho các giáo xứ, nhà thờ, trường học hoặc thị trấn. Các thư viện xã hội và tổ chức này đã hình thành nên cơ sở của nhiều bộ sưu tập sách của thư viện công cộng và học thuật ngày nay.

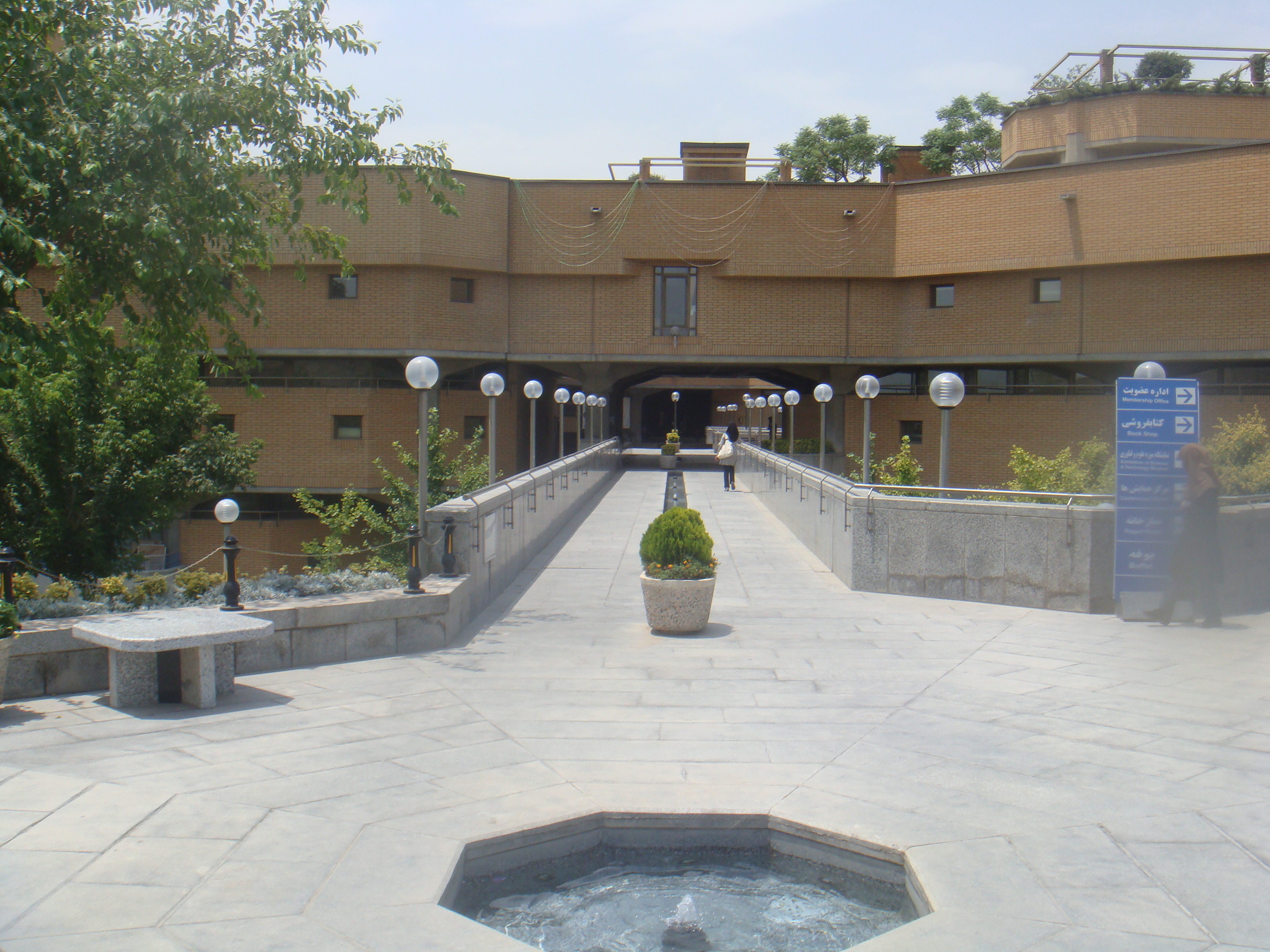
Lối vào Thư viện Quốc gia ở Tehran, Iran

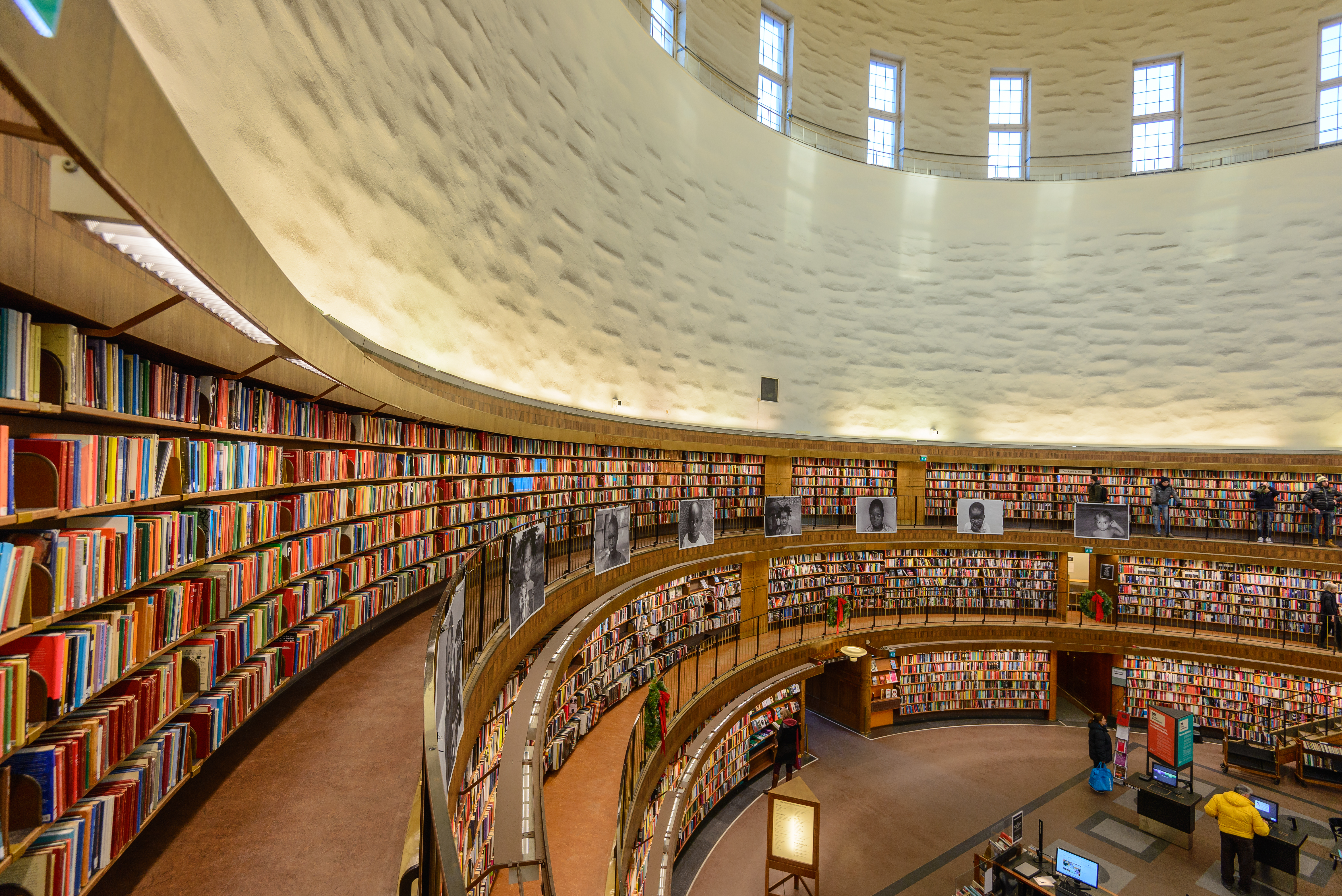
Trong Thư viện công cộng của thành phố Stockholm, Thụy Điển.

Việc thành lập các thư viện lưu hành vào thế kỷ 18, bởi các nhà sách và nhà xuất bản đã cung cấp một phương tiện để kiếm lợi nhuận và tạo ra các trung tâm xã hội trong cộng đồng. Các thư viện lưu hành không chỉ cung cấp một nơi để bán sách, mà còn là nơi cho mượn sách với một mức giá nhất định. Các thư viện cho mượn sách này cung cấp nhiều loại tài liệu bao gồm các tiểu thuyết ngày càng phổ biến. Mặc dù các thư viện lưu hành đóng một vai trò quan trọng trong xã hội, các thành viên của tầng lớp trung lưu và thượng lưu thường xem thường các thư viện này,  do chúng thường bán tài liệu từ các bộ sưu tập sách của mình và cung cấp các tài liệu ít tinh vi hơn.
Các thư viện cho mượn sách cũng tính phí đăng ký, tuy nhiên các khoản phí được đặt để lôi kéo khách hàng quen của họ, cung cấp đăng ký trên cơ sở hàng năm, hàng quý hoặc hàng tháng mà không mong muốn người đăng ký mua cổ phần trong thư viện lưu hành. Điều này đã giúp những khách hàng quen không đủ khả năng mua sách, có thể mượn sách để đọc và sau đó trả lại sách. Điều này cũng tạo ra một nhu cầu phổ biến hơn, vì chi phí mua sách ngày càng tăng và nhiều sách được sao chép. Các thư viện cho mượn sách rất phổ biến, thư viện đầu tiên được thành lập vào năm 1725, tại thị trấn Edinbrough, Scotland của Allan Ramsay.
Các thư viện cho mượn sách không phải là các tổ chức cho mượn độc quyền và thường cung cấp một nơi cho các hình thức hoạt động thương mại khác, có thể có hoặc không liên quan đến in ấn. Điều này là cần thiết bởi vì các thư viện lưu hành đã không tạo ra đủ tiền thông qua phí thuê bao được thu thập từ những người vay. Là một liên doanh thương mại, điều quan trọng là phải xem xét các yếu tố đóng góp như các hàng hóa hoặc dịch vụ khác có sẵn cho các khách thuê bao.
Thư viện Malatestiana (tiếng Ý: Biblioteca Malatestiana), còn được gọi là Thư viện Malatesta Novello, là một thư viện công cộng có từ năm 1452 tại Cesena, Emilia-Romagna (Ý). Đó là thư viện công dân châu Âu đầu tiên, tức là thuộc về Công xã và mở cửa cho mọi người. Nó được ủy quyền bởi Lord of Cesena, Malatesta Novello. Công việc xây dựng được Matteo Nuti của Fano (một học giả của Leon Battista Alberti) chịu trách nhiệm và kéo dài từ 1447 đến 1452.

## Lịch sử

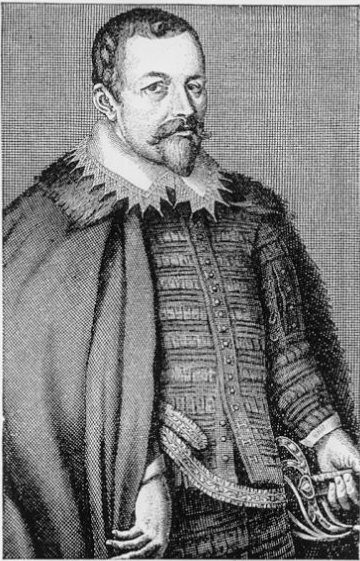
Thomas Bodley thành lập Thư viện Bodleian vào năm 1602 như một thư viện công cộng ban đầu.

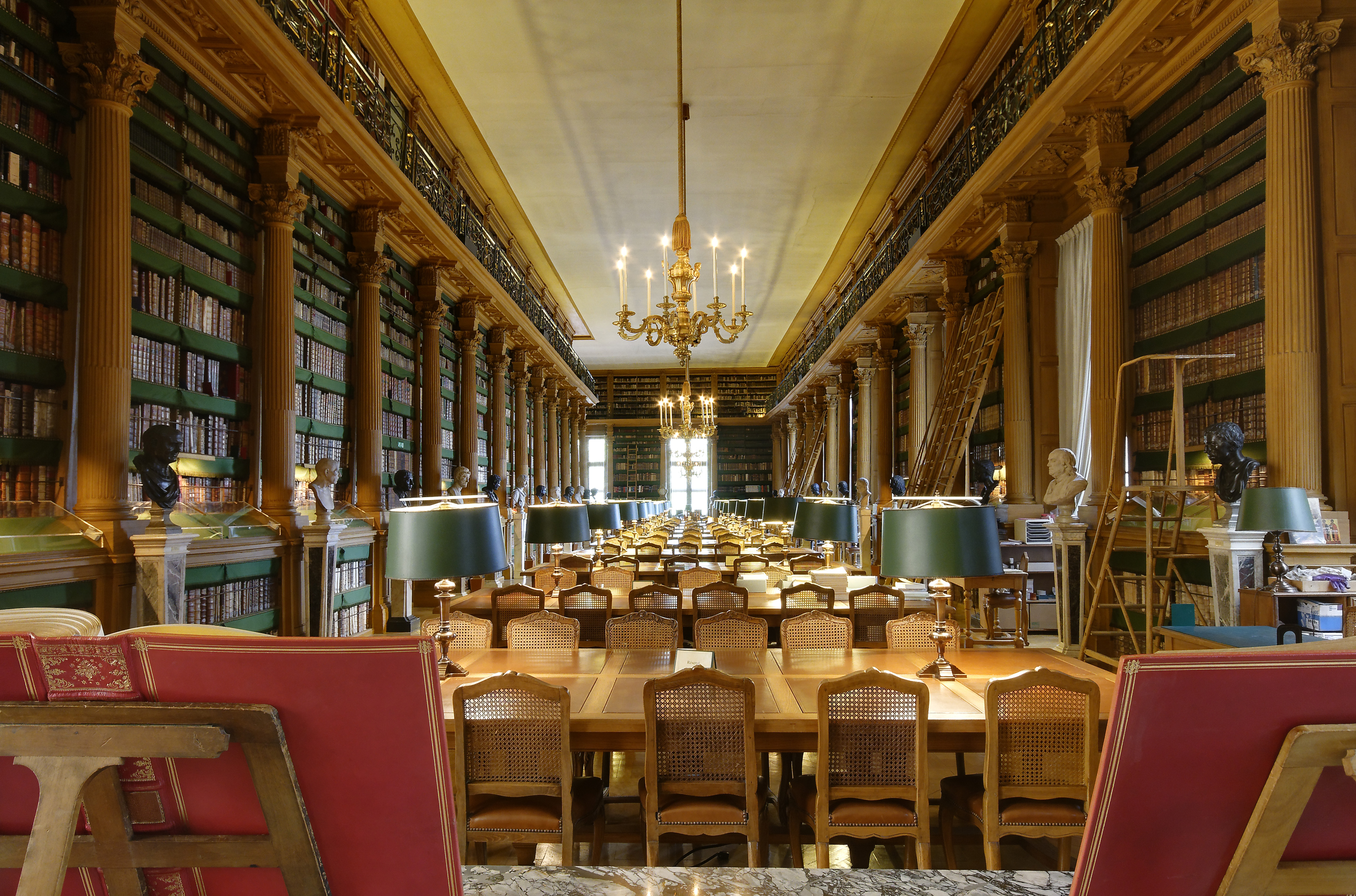
Phòng đọc sách trong Thư viện Mazarine, Paris, được mở cửa cho công chúng vào năm 1643 và là thư viện công cộng cổ nhất nước Pháp.

Nhà sử học Yahya ibn Said al-Antaki (mất năm 1066) đã báo cáo rằng Fatimid Caliph Al-Hakim bi-Amr Allah (996-1021) tài trợ cho các thư viện và mở cửa cho công chúng, nơi mà bất kỳ ai, ngay cả những giáo dân đơn giản, đều có thể chọn bất kỳ cuốn sách nào họ muốn và được họ sao chép miễn phí cho họ bởi những người ghi chép công khai, miễn phí. Tuy nhiên, cũng như nhiều quyết định khác của ông, Al-Hakim sau đó đã ra lệnh đảo ngược chính sách này.
Ở Cesena, Ý, thư viện công cộng do cộng đồng điều hành đầu tiên, Thư viện Malatestiana, được thành lập năm 1447, cung cấp cả văn bản thế tục và tôn giáo bằng tiếng Latin, tiếng Hy Lạp và tiếng Do Thái, và hoàn toàn mở cửa cho tất cả mọi người.
Một thư viện ban đầu khác cho phép tiếp cận công chúng là Kalendars hoặc KalWikiies, một nhóm anh em giáo sĩ và giáo dân gắn bó với Nhà thờ All-Hallowen hoặc All Saints ở Bristol, Anh. Các hồ sơ cho thấy vào năm 1464, một điều khoản đã được lập cho một thư viện được dựng lên trong nhà của Kalendars, và tham khảo được thực hiện theo một chứng thư của ngày đó theo đó "được chỉ định rằng tất cả những ai muốn vào vì mục đích hướng dẫn sẽ có "quyền truy cập và giải lao miễn phí" vào những giờ giấc nhất định ".
Trong những năm đầu của thế kỷ 17, nhiều thư viện trong trường đại học và thị trấn nổi tiếng được thành lập ở Anh. Thư viện thành phố Norwich được thành lập vào năm 1608  (sáu năm sau khi Thomas Bodley thành lập Thư viện Bodleian, mở cửa cho "toàn bộ nền cộng hòa của những người có học") và Thư viện Chetham ở Manchester, nơi tự nhận là thư viện công cộng lâu đời nhất ở Thế giới nói tiếng Anh, mở cửa năm 1653.

### Thư viện thời kỳ khai sáng

Biblioteca Palafoxiana ở thành phố Puebla, México, được UNESCO công nhận là thư viện công cộng đầu tiên ở châu Mỹ. Được Juan de Palafox y Mendoza thành lập vào năm 1646

Claude Sallier, nhà triết học và nhà thờ người Pháp, đã vận hành một hình thức thư viện công cộng đầu tiên ở thị trấn Saulieu từ 1737 đến 1750. Ông mong muốn làm cho văn hóa và học tập có thể tiếp cận được với tất cả mọi người.
Thư viện Załuski (tiếng Ba Lan: Biblioteka Załuskich, tiếng Latinh: Bibliotheca Zalusciana) được xây dựng tại Warsaw 1747, 1717 bởi Józef Andrzej Załuski và anh trai của ông, Andrzej Stanisław Załuski, cả hai đều là các giám mục Công giáo La Mã. Thư viện mở cửa cho công chúng và thực sự là thư viện công cộng đầu tiên của Ba Lan, lớn nhất ở Ba Lan và là một trong những thư viện công cộng sớm nhất ở châu Âu.
Trong Thời kỳ Khai Sáng vào đầu thế kỷ 18, các thư viện ngày càng trở nên công khai và các thư viện cho mượn thường xuyên hơn. Thế kỷ 18 chứng kiến sự chuyển đổi từ các thư viện địa phương khép kín sang các thư viện cho vay. Trước thời điểm này, các thư viện công cộng có tính chất đơn sắc và các thư viện thường xuyên xâu chuỗi sách của họ vào bàn làm việc. Thư viện cũng không được công khai cho tất cả công chúng. Năm 1790, Đạo luật Thư viện Công cộng sẽ không được thông qua trong sáu mươi bảy năm nữa.

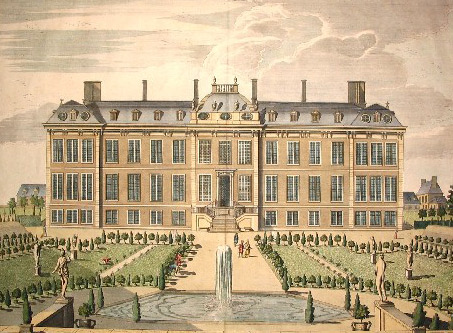
Bảo tàng Anh được thành lập năm 1751 và có một thư viện chứa hơn 50.000 cuốn sách.

Mặc dù Bảo tàng Anh tồn tại vào thời điểm này và chứa hơn 50.000 cuốn sách, thư viện quốc gia này không mở cửa cho công chúng, hoặc thậm chí cho phần lớn người dân. Truy cập vào Bảo tàng phụ thuộc vào việc chờ đến lượt, đôi khi có thời gian chờ đợi từ ba đến bốn tuần. Hơn nữa, thư viện không được mở để tìm sách. Khi đến lượt vào thư viện đã được cấp, người đọc được đưa đi tham quan thư viện. Nhiều độc giả phàn nàn rằng chuyến đi tham quan này quá ngắn. Tương tự, Bibliotheque du Roi ở Paris yêu cầu các vị khách tiềm năng phải được sàng lọc cẩn thận, và ngay cả sau khi quy định này được đáp ứng, thư viện chỉ mở hai ngày mỗi tuần và chỉ để xem huy chương và các bản khắc, chứ không phải xem sách.
Tuy nhiên, cho đến giữa thế kỷ 19, hầu như không có thư viện công cộng theo nghĩa mà bây giờ chúng ta hiểu thuật ngữ này, tức là các thư viện được cung cấp từ các quỹ công cộng và có thể truy cập tự do cho tất cả mọi người. Chỉ có một thư viện quan trọng ở Anh, đó là Thư viện của Chetham ở Manchester, có thể truy cập đầy đủ và tự do cho công chúng.  Ở Đức, có một sự xuất hiện khác của một thư viện công cộng có thể truy cập. Thư viện Ducal tại Wolfenbüttel đã mở cửa vào mỗi buổi sáng và buổi chiều trong tuần và cho công chúng mượn sách của mình. Từ năm 1714 đến 1799, thư viện đã cho mượn 31.485 cuốn sách cho 1.648 người dùng khác nhau. Những loại thư viện công cộng này, gần với khái niệm thư viện công cộng ngày nay, là cực kỳ hiếm vì hầu hết các thư viện vẫn khó truy cập.
Vào năm 1820, Thư viện Trung ương Bang, Kerala bắt đầu hoạt động ở Trivandrum, Ấn Độ, đây không chỉ là thư viện công cộng đầu tiên của Ấn Độ mà còn là tổ chức đầu tiên như vậy bên ngoài châu Âu. Tuy nhiên, đã có một mạng lưới cung cấp thư viện trên cơ sở tư nhân hoặc tổ chức. Các thư viện đăng ký, cả tư nhân và thương mại, đã cung cấp cho tầng lớp trung lưu đến thượng lưu với nhiều loại sách với mức phí vừa phải.
Sự gia tăng của văn học thế tục tại thời điểm này đã khuyến khích sự lan rộng của các thư viện cho vay, đặc biệt là các thư viện đăng ký thương mại. Thư viện đăng ký thương mại bắt đầu khi các nhà sách bắt đầu thuê thêm các bản sao sách vào giữa thế kỷ 18. Steven Fischer ước tính rằng vào năm 1790, có "khoảng sáu trăm thư viện cho thuê và cho vay, với lượng khách hàng khoảng năm mươi ngàn". Giữa thế kỷ 18 đến cuối thế kỷ 18 chứng kiến một dịch bệnh ảo của việc đọc của nữ giới khi tiểu thuyết ngày càng trở nên phổ biến. Tiểu thuyết, trong khi bị xã hội coi thường, là cực kỳ phổ biến. Ở Anh, có nhiều người than thở về "những cuốn sách tục tĩu và bậy bạ" và sự phản đối của họ đối với các thư viện cho mượn sách, vẫn còn tồn tại trong thế kỷ 19. Tuy nhiên, nhiều cơ sở phải lưu hành nhiều lần số lượng tiểu thuyết như bất kỳ thể loại nào khác.
Năm 1797, Thomas Wilson đã viết trong Sử dụng các thư viện lưu hành: "Hãy xem xét, để một thư viện lưu hành thành công, bộ sưu tập sách phải chứa 70% sách hư cấu". Tuy nhiên, tỷ lệ phần trăm tổng thể của tiểu thuyết chủ yếu phụ thuộc vào chủ sở hữu của thư viện lưu hành. Trong khi một số thư viện lưu hành gần như chứa hoàn toàn tiểu thuyết, những thư viện khác có ít hơn 10% bộ sưu tập tổng thể của họ dưới dạng tiểu thuyết. Khởi đầu trung bình quốc gia của thế kỷ 20 có tỷ lệ tiểu thuyết chiếm khoảng 20% tổng số sách. Tiểu thuyết đa dạng từ các loại sách khác theo nhiều cách. Họ được đọc chủ yếu để thưởng thức thay vì để nghiên cứu. Họ không cung cấp kiến thức hàn lâm hoặc hướng dẫn tâm linh; do đó chúng được đọc nhanh và ít hơn rất nhiều lần so với những cuốn sách khác. Đây là những cuốn sách hoàn hảo cho các thư viện thuê bao thương mại để cho khách mượn. Vì sách được đọc để thưởng thức thuần túy hơn là cho công việc học thuật, nên sách cần phải trở nên rẻ hơn và nhỏ hơn. Các ấn bản duodecimo nhỏ của sách được ưa thích hơn các phiên bản folio lớn. Các phiên bản Folio đã được đọc tại bàn làm việc, trong khi các phiên bản duodecimo nhỏ có thể dễ dàng đọc như bìa mềm ngày nay. Nhà báo người Pháp, Louis-Sébastien Mercier đã viết rằng các cuốn sách cũng được tách thành nhiều phần để độc giả có thể thuê một phần của cuốn sách trong vài giờ thay vì cả ngày. Điều này cho phép nhiều độc giả có thể có quyền truy cập vào cùng một tác phẩm cùng một lúc, làm cho nó có lợi hơn cho các thư viện lưu hành.
Giống như bìa mềm ngày nay, nhiều tiểu thuyết trong các thư viện lưu hành không bị ràng buộc. Vào thời kỳ này, nhiều người đã chọn đóng sách bằng da. Nhiều thư viện lưu hành đã bỏ qua quá trình này. Thư viện lưu hành không phải là trong kinh doanh bảo quản sách; chủ sở hữu của họ muốn cho mượn sách nhiều lần nhất có thể. Các thư viện lưu hành đã mở ra một cách đọc hoàn toàn mới. Đọc sách không còn đơn giản là một sự theo đuổi học thuật hay một nỗ lực để có được sự hướng dẫn tâm linh. Đọc sách trở thành một hoạt động xã hội. Nhiều thư viện lưu hành đã được gắn vào các cửa hàng xay xát hoặc nông nghiệp. Thư viện phục vụ để làm nơi trao đổi trong xã hội và gặp gỡ bạn bè như các cửa hàng cà phê ngày hôm nay.

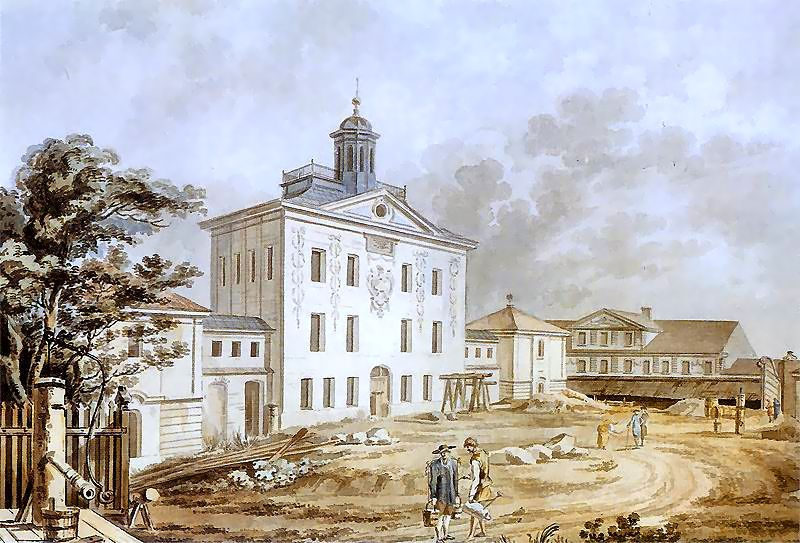
Biblioteka Załuskich, được xây dựng tại Warsaw vào giữa thế kỷ 18

Một yếu tố khác trong sự phát triển của các thư viện thuê bao là chi phí sách ngày càng tăng. Trong hai thập kỷ cuối của thế kỷ, đặc biệt, giá thực tế đã tăng gấp đôi, do đó, một tác phẩm tứ tấu có giá một guinea, một shtavo 10 shilling hoặc 12 shilling, và một duodecimo có giá 4 shilling trên mỗi tập. Ngoài ra, giá cả, sách rất khó mua ngoài Luân Đôn, vì các nhà sách địa phương không đủ khả năng để mang các cổ phiếu lớn. Các thư viện thương mại, vì chúng thường được liên kết với các nhà bán sách và cũng vì họ có số lượng khách hàng quen nhiều hơn nên có thể tích lũy số lượng sách lớn hơn. Thư viện công cộng Hoa Kỳ được cho là có một bộ sưu tập khoảng 52.000 tập - nhiều gấp đôi so với bất kỳ thư viện đăng ký riêng nào ở nước này trong thời kỳ đó. Các thư viện này, vì chúng hoạt động như một doanh nghiệp, cũng cho mượn sách cho những người không đăng ký trên hệ thống.
Bất chấp sự tồn tại của các thư viện đăng ký này, chúng chỉ có thể truy cập được mặc dù ai có thể trả phí và cho những người có thời gian đọc vào ban ngày. Như James Van Horn Melton đã tuyên bố, một người không nên nói quá về mức độ mà các thư viện cho vay 'dân chủ hóa' khi đọc sách kể từ khi họ có lẽ ít quan trọng hơn trong việc tạo độc giả mới hơn là cho phép những người đã đọc đọc nhiều hơn. " Đối với nhiều người, các thư viện này, mặc dù dễ tiếp cận hơn các thư viện như Thư viện Anh, phần lớn vẫn là một tổ chức dành cho tầng lớp trung lưu và thượng lưu.

### Thư viện thuê bao riêng

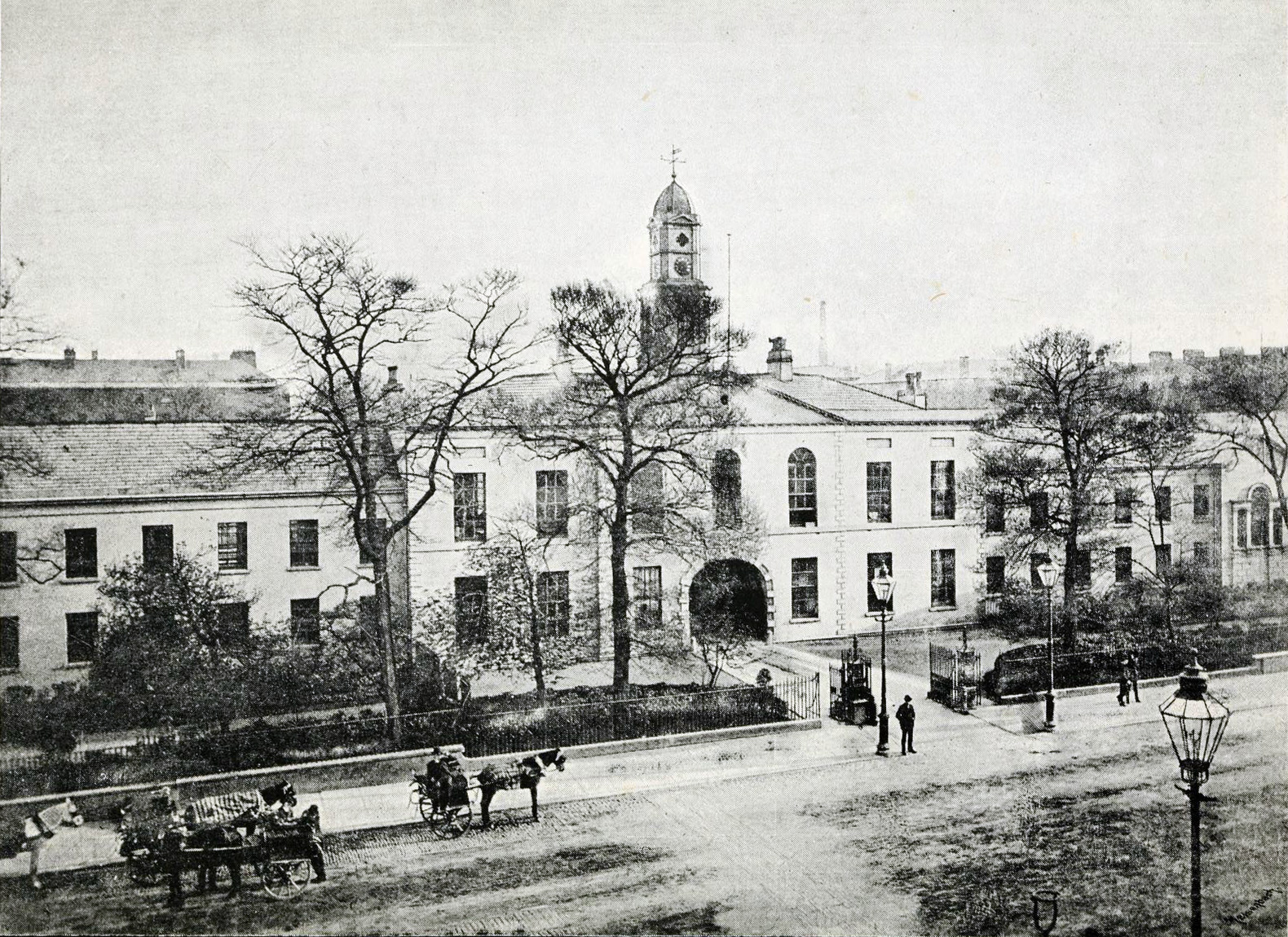
Thư viện Linen Hall là một thư viện thuê bao thế kỷ 18. Ảnh trong năm 1888, ngay trước khi nó bị phá hủy.

Các thư viện thuê bao riêng hoạt động theo cách tương tự như các thư viện thuê bao thương mại, mặc dù chúng khác nhau theo nhiều cách quan trọng. Một trong những phiên bản phổ biến nhất của thư viện đăng ký riêng là thư viện "chỉ dành cho quý ông". Các thư viện đăng ký của các quý ông, đôi khi được gọi là thư viện độc quyền, gần như được tổ chức theo một mẫu chung. Tư cách thành viên được giới hạn trong các chủ sở hữu hoặc cổ đông, và dao động từ 10-20 đến từ 400-500 người. Phí vào cửa, tức là giá mua cổ phần, trong những ngày đầu thường là một guinea, nhưng tăng mạnh sau đó, thường cao tới bốn hoặc năm guinea trong các cuộc chiến tranh của Pháp; thuê bao hàng năm, trong cùng thời gian, đã tăng từ khoảng sáu shilling lên mười shilling trở lên. Các kho sách, theo tiêu chuẩn hiện đại, là nhỏ (Liverpool, với hơn 8.000 cuốn vào năm 1801, dường như là lớn nhất), và ngay từ đầu, trong các cơ sở tạm thời, rất thường xuyên ở một cửa hàng sách, với người bán sách đóng vai trò là thủ thư và nhận được một bằng danh dự cho những nỗi vất vả của mình.
Thư viện đăng ký Liverpool là một thư viện chỉ dành cho quý ông. Năm 1798, nó được đổi tên thành Athenaeum khi nó được xây dựng lại với một phòng tin tức và quán cà phê. Nó có một khoản phí vào cửa của một guinea và đăng ký hàng năm của năm shilling. Một phân tích về các ghi chép trong mười hai năm đầu tiên cung cấp cái nhìn thoáng qua về thói quen đọc sách của tầng lớp trung lưu trong một cộng đồng trọng thương trong giai đoạn này. Các phần lớn nhất và phổ biến nhất của thư viện là Lịch sử, Cổ vật và Địa lý, với 283 cuốn sách và 6.121 lần cho mượn, và Belles Lettres, với 238 cuốn sách và 3.313 lần cho mượn. Tác phẩm duy nhất phổ biến nhất là Account of Voyages... in the Southern Hemisphere (3 vols) được mượn 201 lần. Các hồ sơ cũng cho thấy vào năm 1796, số thành viên đã tăng 1/3 đến con số 198 người đăng ký (trong đó có năm người là phụ nữ) và các cuốn sách tăng gấp năm lần lên 4.987. Điều này phản ánh sự gia tăng lợi ích đọc. Một danh sách người bảo trợ từ Thư viện thành phố Bath cho thấy từ năm 1793 đến 1799, thư viện có 30% khách quen của họ là nữ.
Các thư viện này cũng không phổ biến khi có các tòa nhà được chỉ định là tòa nhà thư viện trong những năm 1790, mặc dù trong thế kỷ 19, nhiều thư viện sẽ bắt đầu xây dựng các khu dân cư phức tạp. Bristol, Birmingham và Liverpool là một vài thư viện có tòa nhà riêng của họ. Các chỗ ở khác nhau, từ kệ cho vài chục tập trong cửa hàng của nhà ga hoặc nhà cửa, đến việc mở rộng sang phòng sau, đến các khu vực thanh lịch rộng rãi của Hookham hoặc những người ở các khu nghỉ mát như Scarborough, và bốn cửa hàng liên tiếp tại Margate.
Các thư viện đăng ký tư nhân nắm giữ nhiều quyền kiểm soát hơn đối với cả tư cách thành viên và các loại sách trong thư viện. Gần như chúng đã loại bỏ hoàn toàn tiểu thuyết rẻ tiền trong các xã hội tư nhân. Thư viện đăng ký tự hào về sự tôn trọng. Tỷ lệ cao nhất của các thuê bao thường là chủ sở hữu đất đai, các quý ông, và các chuyên gia trong nghề.
Đến cuối thế kỷ 18 và trong những thập kỷ đầu tiên của thế kỷ 19, nhu cầu về sách và giáo dục phổ thông đã được cảm nhận trong các tầng lớp xã hội được tạo ra bởi sự khởi đầu của Cách mạng Công nghiệp. Cuối thế kỷ 18 đã chứng kiến sự gia tăng các thư viện đăng ký dành cho việc sử dụng thương nhân. Năm 1797, được thành lập tại Kendal, nơi được gọi là Thư viện kinh tế, "được thiết kế chủ yếu cho việc sử dụng và hướng dẫn của các tầng lớp lao động."  Ngoài ra còn có thư viện của Artizans được thành lập tại Birmingham vào năm 1799. Phí vào cửa là 3 shilling và thuê bao là 1 shilling 6 pence mỗi quý. Đây là một thư viện của văn học nói chung. Tiểu thuyết, lúc đầu bị loại trừ, sau đó được chấp nhận với điều kiện chúng không chiếm hơn một phần mười thu nhập hàng năm.